# 千里丘陵
千里丘陵（せんりきゅうりょう）は、大阪府の北摂地域にある丘陵。豊中市・吹田市・茨木市・箕面市にまたがる丘陵地。
1970年に日本万国博覧会が開催され、記念施設の万博記念公園や太陽の塔、最初期のニュータウンである千里ニュータウンなどがあることで知られる。

## 環境
千里丘陵の地盤は、千里山累層と呼ばれる古期洪積層である。標高は20メートルから150メートル程度、大阪平野から見て高台にあたり、石器時代から人が住み、多数の遺跡がある。
古代は大阪平野の大半が大阪湾や河内湖だったため千里丘陵のすぐ下は海や湖の岸辺にあたり、小さな港がたくさん作られ交易で栄えた（高浜、豊津など）。また近世以降は、大阪と丹波地方を結ぶ亀岡街道、京都と山陽九州地方を結ぶ西国街道、名神高速道路などが通る、交通の要所となった。
千里丘陵は山田川、糸田川、正雀川など短い川の水源となっており、流れ出す川に削られた細長い谷が数多く丘陵の間に切れ込む、樹枝状浸食谷地形が多い。どの川も短小で流量が少ないため、古くから多くのため池が点在していたが、一帯が水田地帯から住宅地化するに伴い、大半が埋め立てられ消えていった。
また古くから竹林が多く、吹田市山田、豊中市上新田などに竹林が残り、吹田市春日（旧・下新田）はタケノコの産地で知られ、また丘陵の斜面では桑畑なども作っていた。今でも当時の農村の面影を見ることができ、千里の竹林は大阪みどりの百選に選定されている.
また京都の太秦から近いため、かつて時代劇撮影で山道や田舎のシーンのロケなどによく使われていた。

## 住宅開発による環境の変化
1921年に千里山へ北大阪電気鉄道（後の阪急千里線）が十三から延び、大阪の郊外住宅地や別荘地として戦前から開発が進んだ。当時は千里山遊園などの遊園地もでき、関西大学も大阪市内から移転してきた。高度成長期、大阪万博がこの地で開催された。
また時を同じくして大阪市内が過密化し、家を建てられる余地もなくなったため、郊外に住宅地の需要が増え、千里にも乱開発の手が伸びていた。大阪府は民間業者が細かい開発をする前に千里丘陵を大規模な住宅団地に開発して、しかも今後のモデルとなるような秩序あるまちづくりをしようと千里ニュータウン建設のマスタープランを立てた。以降、千里丘陵はあっという間に開発され、竹林や農地も大規模団地になってしまった。
さらに現在では、農村部ということで千里ニュータウンの範囲外になっていた山田や上新田に、大きな集合住宅や超高層マンションが多数建設されており、ニュータウンの部分よりも無秩序な開発になっている。その一方で、開発後植えた木が数十年たって大きくなり、緑豊かな景観ができ、また服部緑地や、千里南公園・千里北公園などニュータウン内の公園や緑地、ニュータウンの外縁部にある緑地帯などにもとの千里の自然環境の残っているところもあり、都会のオアシスとなっている。千里丘陵にわずかに残る自然の動物としては、万博公園用地内のキツネ。吹田市内のヒメボタル（小型のホタル）。千里丘陵内のため池に、ベニイトトンボ（準絶滅危惧種）などがいる。

## 備考
- 千里山は、元々は「せんりやま」という読みではなく「ちさとやま」であった。吹田市に合併する前の千里村は「ちさとむら」と読み、村内の千里山（ちさとやま）にちなむ。また、吹田市にある千里山・佐井寺図書館は、住民からの公募により、いにしえの名前「ちさと」から「ちさと（千里山・佐井寺図書館）」という愛称が付けられた。
- 西日本旅客鉄道（JR西日本）東海道本線（JR京都線）の千里丘駅は摂津市内（吹田市・茨木市との市境近く）にある駅で、千里丘陵上ではなくそのふもとに位置する。千里丘と呼ばれる地域は、摂津市の同駅および阪急京都線摂津市駅の周辺、およびその北に隣接する吹田市側の地域からなる。